# کنتا اوچیدا
کنتا اوچیدا (انگلیسی: Kenta Uchida؛ زادهٔ ۲ اکتبر ۱۹۸۹) بازیکن فوتبال اهل ژاپن است.
از باشگاه‌هایی که در آن بازی کرده‌است می‌توان به باشگاه فوتبال شیمیزو اس-پالس و باشگاه فوتبال سانفریس هیروشیما اشاره کرد.